# Labason
Labason ist eine philippinische Stadtgemeinde in der Provinz Zamboanga del Norte. Sie hat 41.357 Einwohner (Zensus 1. August 2015). Das Natur- und Meeresschutzgebiet Murcielagos Island Protected Landscape/Seascape gehört zum Verwaltungsgebiet der Gemeinde.

## Baranggays
Labason ist politisch in 20 Baranggays (Ortsteile) unterteilt.
- Antonino (Pob.)
- Balas
- Bobongan
- Dansalan
- Gabu
- Gil Sanchez
- Imelda
- Immaculada
- Kipit
- La Union
- Lapatan
- Lawagan
- Lawigan
- Lopoc (Pob.)
- Malintuboan
- New Salvacion
- Osukan
- Patawag
- San Isidro
- Ubay